# Buradikatti, Hirekerur
Buradikatti là một làng thuộc tehsil Hirekerur, huyện Haveri, bang Karnataka, Ấn Độ.